# Manfred Mann's Earth Band
Manfred Mann's Earth Band is een Britse rockband, geformeerd door de Zuid-Afrikaanse toetsenist Manfred Mann en Mick Rogers.

## Bezetting
Huidige bezetting
- Manfred Mann (toetsen, zang) (1971–heden; oprichter)
- Mick Rogers (gitaar, zang) (1971–1975, 1983–heden; oprichter)
- John Lingwood (drums) (1979–1987, 2016–heden)
- Steve Kinch (basgitaar) (1986 als sessie-speler, 1991 als fulltime lid–heden)
- Robert Hart (zang) (2011–heden)

Overige bezetting
- Chris Slade (drums) (1971–78; oprichter)
- Colin Pattenden (basgitaar) (1971–77; oprichter)
- Chris Thompson (gitaar, zang) (1975–1986, 1996–1999, 2004)
- Dave Flett (gitaar) (1975–1978)
- Pat King (basgitaar) (1977–1981; band verlichtings-technicus, 1991–2013)
- Steve Waller (gitaar, zang) (1979–1983; † 2000)
- Geoff Britton (drums) (1979)
- Trevor Rabin (gitaar, producent) (1980–1981, 1984)
- Matt Irving (basgitaar) (1982–1983)

- Shona Laing (zang) (1983)
- Noel McCalla (zang) (1980 – 1983, 1991–2009, 2010)
- Clive Bunker (drums) (1991–1996)
- John Trotter (drums) (1996–2000)
- Richard Marcangelo (drums) (2000–2002)
- Pete May (drums) (2002)
- Geoff Dunn (drums) (2002–2007; geleend van Epic Records)
- Jimmy Copley (drums, percussie) (2007–2015; † 2017)
- Peter Cox (zang) (2009–2010)

## Geschiedenis
Toetsenist Manfred Mann startte tijdens de jaren 60 met zijn gelijknamige band en had hits als Do Wah Diddy Diddy en The Mighty Quinn van Bob Dylan. Daarna ging hij over naar de op jazz-fusion ingestelde Manfred Mann Chapter Three, voordat hij in 1971 de Earth Band formeerde.
De oorspronkelijke bezetting bestond uit Mick Rogers, Manfred Mann, Colin Pattenden en Chris Slade. Tijdens zijn allereerste fase werd de band gewoon Manfred Mann genoemd en was dus eigenlijk een vervolg van de band uit de jaren 60. Het kwartet bracht hun eerste single Please Mrs. Henry uit in 1971. Hun tweede single Living Without You van Randy Newman werd in Europa ook uitgebracht als Manfred Mann, maar in de Verenigde Staten als Manfred Mann's Earth Band, waar het nummer een bescheiden charthit werd. Op twee niet-geplaatste single-publicaties in het Verenigd Koninkrijk in 1972/1973, werd de band gewoon genoemd als Earth Band, maar verder vanaf 1972 werd de naam Manfred Mann's Earth Band gebruikt op alle publicaties. Het ledental van de band was stabiel tussen 1971 en 1976, in welke periode ze hun eerste zes albums uitbrachten.

### Thematiek
De band combineerde de stilistische benadering van progressieve rock met Manns door jazz beïnvloede Moog-synthesizerspel en goed gehoor voor melodie. Naast het produceren van hun eigen materiaal, maakte een deel van hun muziek- en live-optredens vanaf het begin ook deel uit van covers van songs door andere moderne pop/rock-artiesten, in het bijzonder van Bob Dylan en Bruce Springsteen in hun progressieve rockstijl.
Manns interesse voor de Britse klassieke muziek van de 20e eeuw deed hem de suite The Planets van Gustav Holst aanpassen en hij maakte van een versie van het deel Jupiter - The Bringer of Jollity de Britse hit Joybringer van het album Solar Fire (1973). Andere klassieke muziekaanpassingen waren Questions van het album The Roaring Silence (1976), gebaseerd op het hoofdthema van Impromptu in G flat Major van Franz Schubert, Solar Fire is in Earth, the Circle, part 1 (die de melodie gebruikt van Jimbo's Lullaby van Claude Debussy en Starbird van het album The Roaring Silence, gebaseerd op het ballet The Firebird van Igor Stravinsky.
De titelsong van Messin' (1973), geschreven door Mike Hugh en oorspronkelijk opgenomen bij Chapter Three op hun niet-uitgebrachte derde album, alsmede het meeste van het album The Good Earth profiteerde van de ecologische bezorgdheid, een terugkerend thema in Manns latere muziek, met The Good Earth met het weggeven van een vrije gift van een stuk land in Wales bij elk verkocht album. Net als andere progressieve rock-acts, bracht de band ook concept-albums uit met ruimte- en scifi-thema's, in het bijzonder het album Solar Fire en de singles Launching Place van The Good Earth en Starbird van The Roaring Silence, maar ook religieuze en bijbelse beeldspraak, zoals Prayer van het debuutalbum, Buddah van Messin', Bob Dylans Father of Day, Father of Night en In the Beginning, Darkness van Solar Fire, The Road to Babylon, This Side of Paradise van The Roaring Silence en Resurrection van Angel Station.
Sociale kritiek werd ook genoemd (Black and Blue van Messin'  had bepaald te maken met slavernij en Chicago Institute van Watch met psychiatrische inrichtingen en wetenschap als oorzaak van sociale controle), een trend die groeide tijdens de jaren 80, met songs als Lies (through the 80s) op de technologische vooruitgang versus sociale tegenslagen van Chance en met Manns groeiende betrokkenheid met de anti-apartheidsbeweging, die hij uitte op het album Somewhere in Africa (1982). Manns wens voor erkenning van onderdrukking van etnische groeperingen werd ook bepaald op het album Plains Music (1992), dat traditionele inlandse Amerikaanse muziek bevat.

### De jaren 70
Het zesde album Nightingales & Bombers (1975) bevatte de titel van een opname van een zingende nachtegaal in een tuin toen gevechtsvliegtuigen overvlogen tijden de Tweede Wereldoorlog. De opname verscheen als nummer op het album (De Amerikaanse versie bevatte een extra nummer, een cover van Quit Your Low Down Ways van Bob Dylan, gezongen door Mick Rogers).
De doorbraak in de Verenigde Staten begon in de derde week van februari 1977 met een nummer 1-notering in de Billboard Hot 100 met een cover van Blinded by the Light van Bruce Springsteen van het album The Roaring Silence. Vooraf aan deze hit verliet Mick Rogers de band (na Nightingales & Bombers) en Chris Thompson en Dave Flett werden snel binnengehaald ter vervanging (hoewel Rogers nog meewerkte aan de achtergrondzang op het album). Terwijl het Springsteen-origineel van Greetings from Asbury Park, H.J. een onstuimige, qua Van Morrison-stijl r&b-beïnvloede rave-up was, is de versie van de Earth Band traag en bewogen, met een combinatie van Manns synthesizer en orgelwerk met Fletts gitaar.
The Roaring Silence bevatte ook een gastoptreden van de jazz-saxofoniste Barbara Thompson en het album Watch bevatte twee in het oog lopende opnamen van de liveoptredens van Davy's on the Road Again en Mighty Quinn. Voordeel halend uit de publiciteit van hun hitsong, bracht de band de andere Springstreen-song Spirit in the Night opnieuw uit, die de band het voorgaande jaar had uitgebracht op Nightingales & Bombers, in een luidruchtige versie met Chris Thompson. Opvolgend aan dit populaire succes, bracht de band Watch uit, die een andere hitsingle produceerde met Davy's on the Road Again.

### De jaren 80
Chris Slade en Dave Flett verlieten de band voor Angel Station (1979). Flett werd vervangen door Steve Waller, die de leadzang deelde met Thompson. Geoff Britton bespeelde de drums op het album, maar werd spoedig vervangen door John Lingwood wegens ziekte. Het album Chance (1980) toonde een verschuiving naar een meer elektronische aanpak. Er werden meerdere singles van gemaakt die hits werden in het Verenigd Koninkrijk in het Verenigd Koninkrijk en de Verenigde Staten. De songs Lies (All Through The 80s), gezongen door Thompson, Stranded en For You niet meer. Trevor Rabin, een bevriende Zuid-Afrikaanse en Londense sessie-muzikant en leadgitarist van Yes, was gastspeler op het album.
Tijdens deze periode werd Mann persoonlijk actief in de internationale anti-apartheidsbeweging en werd hij verbannen uit zijn thuisland Zuid-Afrika. Leden van de band reisden onverschrokken naar Zuid-Afrika om Afrikaanse muzikanten op te nemen voor het album Somewhere in Afrika, dat in sommige gevallen leek op Graceland van Paul Simon. Het album bevatte een cover van Demolition Man van The Police, gezongen door Steve Waller, en een versie van Redemption Song van Bob Marley.
In 1984 bracht de band de single Runner uit, een cover van Ian Thomas, met Thompson als leadzanger en Mick Rogers met achtergrondzang. De song bevond zich op de Amerikaanse uitgave van Somewhere in Afrika. De song werd een top 40-hit in Canada en de Verenigde Staten en werd gebruikt tijdens de ABC-uitzending van de Summer Olympics 1984 en in de film The Philadelphia Experiment. Het was hun eerste hit sinds Blinded by the Light en was de laatste chartsingle van de band. In 1986 verliet Thompson de band en Mick Rogers keerde terug voor het album Criminal Tango. Voor het album Masque (1987) bestond de band enkel uit Mann, Rogers en Lingwood. Kort daarna trok de band zich terug voor een aantal jaren.

### De jaren 90 en later
Manfred Mann's Earth Band werd weer in ere hersteld begin jaren 90 en gingen verder met opnemen. Er werden ook nummers gecoverd door diverse artiesten, waaronder Paul Weller, Robert Cray, Del Amitri en The Lovin' Spoonful. Mann had ook diverse solo-projecten uitgebracht, zoals Plains Music, dat gebaseerd was op inlandse Amerikaans muziek. In 2006 werkten ze samen met de Duitse rapper Thomas D en maakten ze nummers met de muziek van de Super Furry Animals. De band had een wisselvallige bezetting met Mann als vaste constante. De huidige bezetting bestaat uit Manfred Mann en Mick Rogers.
De meeste van de albums werden tijdens de huidige jaren her-uitgebracht. Een box met 4 cd's (Odds & Sods – Mis-takes & Out-takes) met vele vroegere niet-uitgebrachte versies werd uitgebracht in augustus 2005. Deze bevat materiaal van het niet-uitgebrachte album Chapter III Volume 3 van Manfred Mann en het eerste album Stepping Sideways van de Earth Band. De vierde cd in de box bevat niet-uitgebracht studio-materiaal en live-optredens.
In december 2006 werd de dvd Unearthed 1973-2005 The Best of Manfred Manns Earth Band uitgebracht. Deze bevat 20 nummers samengesteld uit drie opnamen in Zweden in 1973 (Father of Day, Captain Bobby Stout en Black & Blue) tot een uitvoering van Mighty Quinn in 2005. Ook bijgesloten zijn animaties, die werden gebruikt tijdens de live-optredens van de band van de late jaren 70 en de vroege jaren 80 en promotiefilms, met twee nummers van het album Plains Music.
In 2007 plaatsten zich twee afzonderlijke dance-remixen van Bruce Springsteen-songs, vertolkt door Manfred Mann's Earth Band, in de Australische charts. De eerste was een remix van Blinded by the Light, die werd toegeschreven aan Michael Mind featuring Manfred Mann's Earth Band. De tweede was een remix van For You, toegeschreven aan The Disco Boys featuring Manfred Mann's Earth Band. Ook in 2007 werd het Boedapest-concert uit 1983 uitgebracht in dvd-formaat met nummers die voorheen niet verkrijgbaar waren. In 2008 bracht de band de dvd Watch uit, die beeldmateriaal bevatte van een in 1979 gehouden concert in Oostenrijk.

## Discografie

### Singles
- 1971:	Living Without You
- 1971: Mrs. Henry
- 1972:	I'm Up and I'm Leaving
- 1972: Meat
- 1973:	It's All Over Now, Baby Blue
- 1973: Get Your Rocks Off
- 1973: Mardi Gras Day
- 1973: Joybringer
- 1974:	Father of Day, Father of Night
- 1974: Be Not too Hard
- 1975:	Spirits in the Night
- 1976:	Blinded by the Light
- 1976: Questions
- 1977:	Spirits in the Night
- 1977: California
- 1978:	Mighty Quinn
- 1978: Davy's on the Road Again
- 1979:	You Angel You
- 1979: Don't Kill It Carol
- 1980:	Lies (Through the 80's)
- 1981:	For You
- 1981: I (Who Have Nothing)
- 1983:	Eyes of Nostradamus
- 1983: Redemption Song
- 1983: Tribal Statistics
- 1983: Demolition Man
- 1984:	Runner
- 1986:	Do Anything You Wanna Do
- 1986: Going Underground
- 1987:	Geronimo's Cadillac
- 1992:	Blinded By The LightEarth Band
- 1996:	Nothing Ever Happens
- 1996: Tumbling Ball
- 1996: Pleasure And Pain
- 1998:	Mighty Quinn
- 2004:	Demons And Dragons
- 2011:	(Lick your) Boots

### Studio-albums
- 1972:	Manfred Mann's Earth Band (Philips Records)
- 1972: Glorified Magnified (Philips Records)
- 1973:	Messin' (Vertigo Records)
- 1973: Solar Fire (Bronze)
- 1974:	The Good Earth (Bronze)
- 1975:	Nightingales & Bombers (Bronze)
- 1976:	The Roaring Silence Bronze)
- 1978:	Watch (Bronze)
- 1979:	Angel Station (Bronze)
- 1980:	Chance (Bronze)
- 1983:	Somewhere in Afrika (Bronze)
- 1986:	Criminal Tango (Virgin Records)
- 1987:	Masque (Virgin Records)
- 1991:	Plains Music (KAZ Records)
- 1996:	Soft Vengeance (Grapevine)
- 2004:	2006 (Cohesion)
- 2014:	Lone Arranger

### Live-albums
- 1984:	Budapest Live (Bronze)
- 1998:	Mann Alive (Cohesion)
- 2009:	Bootleg Archives: Volumes 1–5 (Cohesion, 5 cd-box))

### Compilaties
- 1975:	1971-1973 (Vertigo Records)
- 1990:	20 Years of Manfred Mann's Earth Band (Cohesion)
- 1992:	Spotlight: 1971–1991 (Cohesion)
- 1992: Blinded by the Light: The Very Best of Manfred Mann's Earth Band (Arcade Records)
- 1993:	The Very Best of Manfred Mann's Earth Band, Vol. 2 (Arcade Records)
- 1999:	The Best of Manfred Mann's Earth Band Re-Mastered (Cohesion)
- 2001:	The Best of Manfred Mann's Earth Band Re-Mastered Volume II (Cohesion)
- 2005:	Odds & Sods – Mis-takes & Out-takes (Cohesion)

### Video albums
- 2004:	Angel Station in Moscow (Cohesion)
- 2006:	Unearthed: The Best of 1973–2005 (Cohesion)
- 2007:	Budapest Live (Cohesion)
- 2008:	Watch the DVD (Cohesion)
- 2009:	Then and Now (Cohesion)

### NPO Radio 2 Top 2000
| Nummers met noteringen in de NPO Radio 2 Top 2000 | '99 | '00  | '01 | '02 | '03  | '04  | '05  | '06  | '07  | '08  | '09  | '10 | '11  | '12  | '13  | '14  | '15  | '16  | '17  | '18  | '19  | '20  | '21  | '22  |
| ------------------------------------------------- | --- | ---- | --- | --- | ---- | ---- | ---- | ---- | ---- | ---- | ---- | --- | ---- | ---- | ---- | ---- | ---- | ---- | ---- | ---- | ---- | ---- | ---- | ---- |
| Blinded by the Light                              | 987 | 718  | 532 | 754 | 668  | 875  | 1023 | 1305 | 1580 | 1074 | 819  | 979 | 1111 | 1291 | 1190 | 1204 | 1335 | 1548 | 1481 | 1768 | 1622 | 1937 | 1836 | 1974 |
| Davy's on the Road Again                          | 852 | 820  | 657 | 848 | 1060 | 1149 | 1202 | 1308 | 1915 | 1298 | 1100 | 972 | 1340 | 1847 | 1625 | 1527 | 1786 | 1933 | 1890 | -    | -    | -    | -    | -    |
| Father of Day, Father of Night                    | -   | 1254 | -   | -   | -    | -    | -    | -    | -    | -    | -    | -   | -    | -    | -    | -    | -    | -    | -    | -    | -    | -    | -    | -    |

1. ↑  Een '-' betekent dat het nummer niet was genoteerd en een vetgedrukt getal geeft de hoogste notering van een nummer aan.
2. ↑  Deze tabel is bijgewerkt tot en met de laatste editie (2024).